# Notturno
Pour l’article homonyme, voir Notturno (Schubert).
Pour plus de détails, voir Fiche technique et Distribution.
Notturno est un film d'espionnage italien réalisé par Giorgio Bontempi, sorti en 1983.
Il s'agit de la version écourtée d'un téléfilm italien inédit en France, d'une durée originale de 204 min.

## Synopsis
Les services secrets russes et américains décident d'échanger deux de leurs agents à l'aéroport de Fiumicino. Déterminés à saboter l'opération, des agents troubles kidnappent la fille d'un tireur d'élite. Ce dernier qui a le don de voir dans l'obscurité, se voit contraint, le jour J, de cibler l'espion russe.

## Fiche technique
- Titre original : Notturno
- Titre anglais : Spy Connection
- Réalisateur : Giorgio Bontempi
- Scénario : Giorgio Bontempi et Lucia Bruni
- Musique : Goblin
- Photographie : Fausto Zuccoli
- Montage : Amedeo Giomini
- Production : Giuseppe Collura
- Société de production : Registi Tecnici Associati et Rai 1
- Pays d'origine : Italie
- Genre : Espionnage
- Durée : 112 minutes
- Dates de sortie : 
  -  Italie : 14 janvier 1983

## Distribution
- Tony Musante : Jurek Rudinski
- Claudio Cassinelli : The Contacter
- Omero Antonutti : Schwabe
- Fiorenza Marchegiani : Mary Ann Standish
- Maurizio Merli : Peter Wayne
- West Buchanan : Hackett
- Susanna Martinková : Magdalena Rudinski
- Pino Colizzi : le capitaine Corti
- Cinzia de Ponti : Carol Dexter
- Daniele Dublino : le colonel Tancredi
- Mike Morris : Zukarnof
- Chiara Ferrari : Sonia Rudinski

## Bande originale
Toutes les musiques ont été composées et interprétées par Goblin.
- 01 -	Nocturne
- 02 -	Bass Theme
- 03 -	Landing Strip
- 04 -	Helycopter
- 05 -	Est
- 06 -	Landing Strip (Reprise)
- 07 -	Helycopter (Reprise)
- 08 -	Nocturne (Take 1)
- 09 -	Nocturne (Take 2)
- 10 -	Nocturne (Take 3)
- 11 -	Nocturne (Take 4)
- 12 -	Nocturne (Take 5)
- 13 -	Nocturne (Take 6)
- 14 -	Nocturne (Take 7)